# 490-es busz
A 490-es jelzésű autóbusz a budapesti agglomerációban közlekedő helyközi járat, Sülysápot és Zsámbokot köti össze. A járatot 2020. augusztus 1-jén indították el, csatlakozást biztosítva Sülysápon a budapesti vonatokhoz.

## Megállóhelyei
Az átszállási kapcsolatok között az azonos útvonalon közlekedő 489-es, 491-es és 492-es buszok nincsenek feltüntetve.
| 0  | Sülysáp, vasútállomás végállomás     | 30 | 488, 513 S60 G60 Z60                     |
| 1  | Sülysáp, óvoda                       | 29 |                                          |
| 2  | Sülysáp, Vasút utca 138.             | 28 |                                          |
| 4  | Szőlősnyaraló, bejárati út           | 26 | S60 G60 Z60                              |
| 6  | Váraki Csárda                        | 24 |                                          |
| 8  | Vaskereszt                           | 22 |                                          |
| 9  | Kóka, Csapás utca                    | 21 |                                          |
| 10 | Kóka, malom                          | 20 | 446                                      |
| 13 | Kóka, Pesti utca 46.                 | 17 | 446                                      |
| 15 | Kóka, Tabán utca 2.                  | 15 | 446                                      |
| 16 | Kóka, községháza                     | 14 | 446                                      |
| 18 | Kóka, Nagykátai út 71.               | 12 | 446                                      |
| 19 | Kóka, Nagykátai út 131.              | 11 | 446                                      |
| 20 | Kóka, autóbusz-forduló               | 10 | 446                                      |
| 30 | Zsámbok, általános iskola végállomás | 0  | 440, 441, 442, 444, 445 1076, 1077, 1078 |